# Гора Богдан Олександрович
Богдан Олександрович Гора (нар. 3 листопада 2002, Кіровоград, Україна) — український футболіст, півзахисник.

## Життєпис

### Ранні роки
Народився в Кіровограді, де і розпочинав займатися футболом. В чемпіонаті України ДЮФЛ провів 84 матчі (56 голів), виступаючи за «Зірку» (Кропивницький) та «Дніпро». Також грав і в юнацькому чемпіонаті Кіровоградської області (11 матчів, 12 голів). У 2019 році перебрався до «Дніпра-1». У сезоні 2019/20 років виступав за юнацьку команду, а з наступного року і за молодіжну. В юнацько-молодіжних змаганнях під егідою УПЛ провів 40 матчів (12 голів). Паралельно з виступами у юнацьких та молодіжних змаганнях, виступав в обласних змаганнях з футзалу, захищав кольори кропивницьких колективів «Інгульська шахта», «Земельник» та «Земельник-3» — загалом 55 ігор (91 гол).

### Клубна кар'єра
У липні 2021 року відправився в оренду до «Нікополя». У футболці «городян» дебютував 25 липня 2021 року в нічийному (2:2) домашньому поєдинку 1-го туру групи «Б» Другої ліги України проти зорянських «Балкан». Богдан вийшов на поле в стартовому складі та відіграв увесь матч, а на 15-й хвилині відзначився першим голом у професіональному футболі. У грудні 2021 року відправився на перегляд у «ВПК-Агро», але команді не підійшов й повернувся до «Нікополя». Загалом у футболці «Нікополя» зіграв 19 матчів (4 голи) у Другій лізі України та 2 поєдинки (1 гол) у кубку України.
Наприкінці серпня 2022 року вільним агентом перебрався в ФСК «Маріуполь». У футболці «спортклубівців» дебютував 27 серпня того ж року в програному (0:3) виїзному поєдинку 1-го туру групи А Першої ліги України проти львівських «Карпат». Гора вийшов на поле в стартовому складі та відіграв увесь матч. Впродовж сезону провів 24 офіційних матча.
Перед стартом сезону 2023/24 став гравцем клубу «Гірник-Спорт». У футболці «гірників» дебютував 28 липня 2023 року в програному (0:5) виїзному поєдинку 1-го туру групи Б Першої ліги України проти столичного ФК «Лівий берег». Першим голом за «Гірник-Спорт» відзначився 7 жовтня 2023 року на 41-й хвилині переможного (3:2) виїзного поєдинку 11-го туру групи «Б» Першої ліги України проти колишнього клубу «Маріуполь». Гора вийшов на поле в стартовому складі та відіграв увесь матч, у тому ж поєдинку на 45-й хвилині оформив дубль. Загалом у футболці «Гірника-Спорт» зіграв 25 матчів (3 голи) у Першій лізі України та 3 поєдинки (1 гол) у кубку України.
В червні 2024 року підписав контракт із першоліговим футбольним клубом «Буковина», проте вже через місяць по тому, виявилось що гравець не потрапив до заявки на сезон, хоча при цьому Богдан проводив повноцінну підготовку до прийдешнього сезону в команді. Після чого отримав статус вільного агента та продовжив кар'єру в рідному місті, виступаючи за аматорський футзальний клуб.
Перед стартом другої половини 2024/25 сезону підписав контракт з клубом  «Скала 1911» (Стрий), в складі якого у дебютному матчі одразу ж відзначився забитим голом.